# Irene Adler
Irene Adler es un personaje creado por Arthur Conan Doyle perteneciente al universo de ficción del detective Sherlock Holmes. Es una cantante soprano y actriz, nacida en 1858 en Nueva Jersey. En el primero de los relatos cortos del canon sherlockiano, Escándalo en Bohemia, se la menciona como "la difunta Irene Adler". Su dirección en los textos de Doyle es Briony Lodge, Serpentine av. (Londres).

## Relación con Sherlock Holmes
La primera aparición  es en Escándalo en Bohemia, publicado en (1891) en el libro Las aventuras de Sherlock Holmes. El personaje pasa a la historia como la única mujer que fue capaz de engañar y vencer a Holmes, quien se refiere a ella posteriormente lleno de respeto según el doctor Watson sencillamente como "la mujer", sin llamarla por su nombre.

Y así fue como se evitó un gran escándalo que pudo haber afectado al reino de Bohemia, y cómo los planes más perfectos de Sherlock Holmes se vieron derrotados por el ingenio de una mujer. Él solía hacer bromas acerca de la inteligencia de las mujeres, pero últimamente no le he oído hacerlo. Y cuando habla de Irene Adler o menciona su fotografía, es siempre con el honroso título de la mujer.
Las aventuras de Sherlock Holmes. Escándalo en Bohemia. 

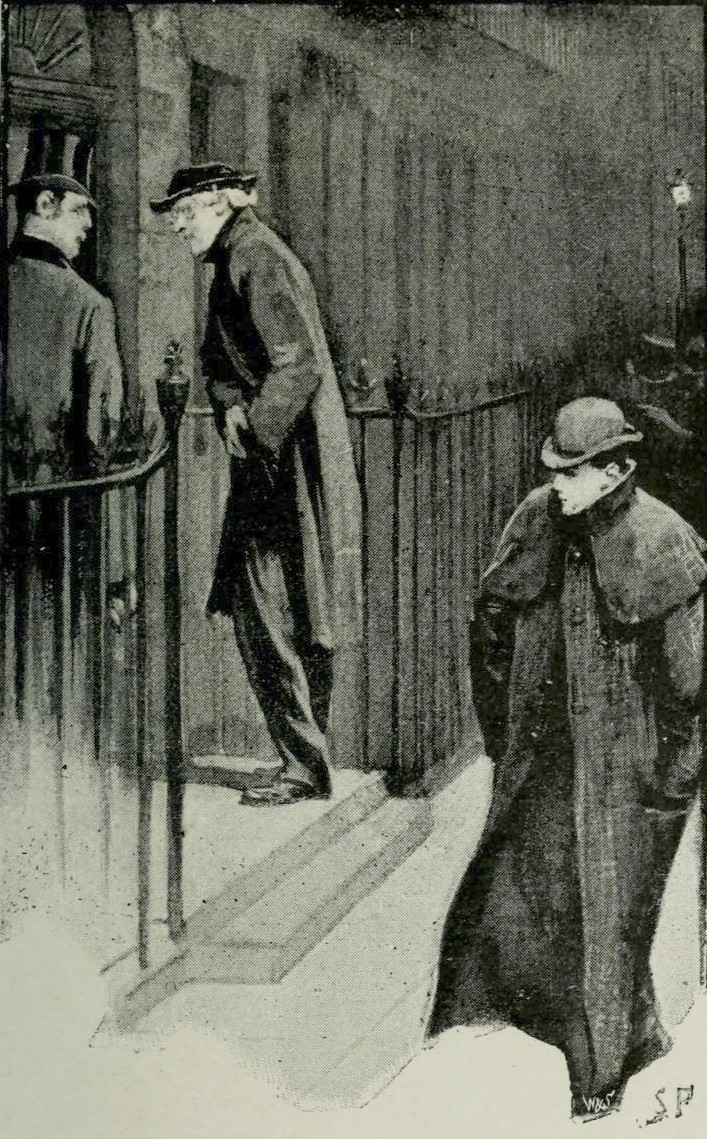
Novena ilustración del relato titulado Un escándalo en Bohemia (aventura de Sherlock Holmes). Ilustración publicada en la revista Strand y posteriormente en la colección Las aventuras de Sherlock Holmes. En él se ve a Watson (a la izquierda, con sombrero de copa) y a Sherlock Holmes (en el centro, buscando las llaves en sus bolsillos) delante del 221b de Baker Street, mientras un transeúnte de identidad desconocida (que resulta ser Irene Adler) se dirige al detective con un misterioso "Buenas noches, señor Sherlock Holmes". Julio de 1891, Las aventuras de Sherlock Holmes, página 25. Autor Sidney Paget (1860 - 1908)

El hecho de que Holmes se quedara con su foto como trofeo hace pensar a algunos entendidos que los sentimientos del detective por la señorita Adler iban más allá de la mera admiración. Estos rumores han dado lugar a fragmentos de relatos literarios, pastiches, series y películas basadas en este supuesto romance, incluso en la creencia que durante el gran hiato Holmes y Adler se casaran en Montenegro, aunque se divorciaran meses más tarde.

## Apariciones
- Las aventuras de Sherlock Holmes (En las secciones Escándalo en Bohemia, Un caso de identidad y La aventura del carbunclo azul).
- Su último saludo en el escenario.
- Se la menciona múltiples veces en el manga y anime Detective Conan, y en la sexta película de la serie, El fantasma de Baker street.
- En un capítulo de la serie House, Wilson señala que un libro de medicina que le llega misteriosamente como regalo de Navidad a House habría sido enviado por Irene Adler, antigua paciente del mismo. Después señala que lo anterior no ocurrió realmente. Entretanto, el primer paciente de House es Rebeca Adler, nombre que le dan en honor al personaje de Irene Adler, que resultará ser la antítesis de House, y a la que, al igual que Holmes en las novelas, le terminará profesando un profundo respeto.
- En la película Sherlock Holmes in New York de 1976, dirigida por Boris Sagal y protagonizada por Roger Moore (Holmes), Patrick Macnee (Watson) y John Huston (Moriarty). Irene es interpretada por Charlotte Rampling.
- En la película Sherlock Holmes de 2009, dirigida por Guy Ritchie y protagonizada por Robert Downey Jr. (Holmes) y Jude Law (Watson), Irene es interpretada por Rachel McAdams.
- En la serie Sherlock de la BBC, protagonizada por Benedict Cumberbatch y Martin Freeman como Sherlock Holmes y el Dr. Watson respectivamente. Lara Pulver es la actriz que interpreta a Irene.
- Se la menciona en la serie Elementary. En el séptimo episodio de la serie se manifiesta que ya ha fallecido. En el capítulo 12 se aclara que Moriarty está detrás de su muerte y posteriormente se descubre que Moriarty es la propia Irene Adler (interpretada por Natalie Dormer), quien tendrá después un papel importante en la serie.
- En la serie regular Uncanny X-Men se encuentra la mutante Destiny, pareja de Mystique y junto con ella padres de Rogue.
- También es mencionada en la novela El club Dumas, de Arturo Pérez-Reverte, en la que uno de los personajes usa ese nombre, tomado de estos cuentos.
- En la serie de libros Sherlock, Lupin y yo, además de usarse su nombre como autora de la serie, es una investigadora con Sherlock Holmes y su otro amigo, Arsène Lupin.
- Aparece en el manga y anime Yuukoku no Moriarty, escrito por Ryōsuke Takeuchi e ilustrado por Hikaru Miyoshi, y cuyo actor de doblaje (en japonés seiyuu) es Yoko Hikasa.
- El asteroide (46722) Ireneadler recibió su nombre de este personaje.[2]